# Гобарт (Нью-Йорк)
Гобарт (англ. Hobart) — селище (англ. village) в США, в окрузі Делавер штату Нью-Йорк. Населення — 351 особа (2020).

## Географія
Гобарт розташований за координатами 42°22′20″ пн. ш. 74°40′7″ зх. д. / 42.37222° пн. ш. 74.66861° зх. д. (42.372156, -74.668541).  За даними Бюро перепису населення США в 2010 році селище мало площу 1,31 км², з яких 1,29 км² — суходіл та 0,02 км² — водойми.

## Демографія
Згідно з переписом 2010 року, у селищі мешкала 441 особа в 183 домогосподарствах у складі 115 родин. Густота населення становила 337 осіб/км².  Було 223 помешкання (171/км²).
Расовий склад населення:
| - 95,5 % — білих - 2,5 % — чорних або афроамериканців - 0,2 % — корінних американців - 0,2 % — азіатів |

До двох чи більше рас належало 1,4 %. Частка іспаномовних становила 2,7 % від усіх жителів.
За віковим діапазоном населення розподілялося таким чином: 23,1 % — особи молодші 18 років, 59,0 % — особи у віці 18—64 років, 17,9 % — особи у віці 65 років та старші. Медіана віку мешканця становила 38,4 року. На 100 осіб жіночої статі у селищі припадало 106,1 чоловіків;  на 100 жінок у віці від 18 років та старших — 108,0 чоловіків також старших 18 років.
Середній дохід на одне домашнє господарство  становив 52 581 долар США (медіана — 46 346), а середній дохід на одну сім'ю — 61 196 доларів (медіана — 57 768). За межею бідності перебувало 19,5 % осіб, у тому числі 39,8 % дітей у віці до 18 років та 2,4 % осіб у віці 65 років та старших.
Цивільне працевлаштоване населення становило 197 осіб. Основні галузі зайнятості: виробництво — 29,4 %, освіта, охорона здоров'я та соціальна допомога — 18,3 %, роздрібна торгівля — 9,6 %, оптова торгівля — 8,6 %.